# Asiagomphus melanopsoides
Asiagomphus melanopsoides – gatunek ważki z rodziny gadziogłówkowatych (Gomphidae).